# Helena Faucit
Helena Faucit (født 11. oktober 1817, død 31. oktober 1898) var en britisk skuespiller.
Faucit spillede fra 1836 i London og 1844-1845 også i Paris. Efter sit giftermål med forfatteren Theodore Martin optrådte hun kun ved særlige lejligheder. Faucit var uddannet i den romantiske skole og var en harmonisk og stærkt temperamentsfuld fortolker af Shakespeares kvindekarakterer, blandt andet Romeo og Julie, Desdemona i Othello, Hermione i Vintereventyret og Lady Macbeth i Macbeth.